# پاولیچینا
پاولیچینا (به صربی: Pavličina) یک منطقهٔ مسکونی در صربستان است که در تسرنا تراوا واقع شده‌است. پاولیچینا ۴۰ نفر جمعیت دارد.